# Bolonjska deklaracija
Bolonjska deklaracija je zajednička deklaracija europskih ministara obrazovanja potpisana u Bologni 19. lipnja 1999. godine, a odnosi se na reformu sustava visokog obrazovanja u Europi koji je postao poznat kao „Bolonjski proces”.

## Ciljevi
Ključni elementi ostvarivanja zadanih ciljeva su:
1. prihvaćanje sustava lako prepoznatljivih i usporedivih akademskih stupnjeva i uvođenje dodatka diplomi (Diploma Supplement);
2. prihvaćanje sustava temeljena na tri glavna ciklusa (preddiplomskome, diplomskom i poslijediplomskom);
3. uvođenje ECTS bodovnoga sustava (European Credit Transfer System);
4. promicanje mobilnosti uklanjanjem svih prepreka slobodnomu kretanju;
5. promicanje europske suradnje u osiguranju kvalitete u cilju razvijanja usporedivih kriterija i metodologija;
6. promicanje potrebne europske dimenzije u visokome obrazovanju.

## Potpisnice
Države potpisnice, koje su time i članice Europskog prostora visokog obrazovanja su:
- Albanija
- Andora
- Armenija
- Austrija
- Azerbajdžan
- Belgija (flamanska zajednica)
- Belgija (valonska zajednica)
- Bjelorusija
- Bosna i Hercegovina
- Bugarska
- Cipar
- Crna Gora
- Češka Republika
- Čile
- Danska
- Estonija
- Finska
- Francuska
- Grčka
- Gruzija
- Hrvatska
- Irska
- Island
- Italija
- Kazahstan
- Latvija
- Lihtenštajn
- Litva
- Luksemburg
- Mađarska
- Malta
- Moldavija
- Nizozemska
- Norveška
- Njemačka
- Poljska
- Portugal
- Rumunjska
- Rusija
- San Marino
- Sjeverna Makedonija
- Slovačka Republika
- Slovenija
- Srbija
- Sveta Stolica
- Španjolska
- Švedska
- Švicarska
- Turska
- Ujedinjeno Kraljevstvo
- Ukrajina

### Članci
- Perić, Ratko. 2005. Profesorska kreativnost i metodika predavanja u duhu Bolonjske deklaracije. Vrhbosnensia. Univerzitet u Sarajevu – Katolički bogoslovni fakultet. Sarajevo. 9 (2): 361–364
- Majstorović, Vlado. 2014. Bolonjski proces u BiH: stanje i očekivanja. Mostariensia. Sveučilište u Mostaru. Mostar. 18 (1–2): 328–333

### Mrežna sjedišta
- Full Members [Punopravne članice]. European Higher Education Area (engleski). Pristupljeno 13. ožujka 2025.